# Habromys
Habromys és un gènere de rosegadors de la família dels cricètids. Conté set espècies oriündes de Centreamèrica (Mèxic, Guatemala i El Salvador). Tenen una llargada de cap a gropa de 8–14 cm i una cua de 9–15 cm. El pelatge dorsal és de color marró grisenc a marró negrenc, mentre que el ventre i les potes són de color blanc. El seu hàbitat natural són els boscos situats a altituds mitjanes i altes. Es tracta d'un dels grups de rosegadors neotropicals menys coneguts.